# Boronjina
Boronjina (cyr. Бороњина) – wieś w Czarnogórze, w gminie Danilovgrad. W 2011 roku liczyła 21 mieszkańców.